# David Karako
David Karako (in ebraico דוד קרקו‎?; Giaffa, 11 febbraio 1945 – 4 maggio 2025) è stato un calciatore israeliano, di ruolo difensore.

## Palmarès

### Club

#### Competizioni nazionali
- Campionato israeliano: 3

Maccabi Tel Aviv: 1966-1968, 1969-1970, 1971-1972